# Leyla Milani
Leyla Milani Khoshbin (en persa: لیلا میلانی‎; nacida el 2 de abril de 1982) es una modelo, actriz, presentadora de televisión y empresaria canadiense. Milani nació en Toronto de padres iraníes, y se casó con el empresario, inversor inmobiliario y autor persa-iraní, Manny Khoshbin.
Leyla ha aparecido en WWE Diva Search, Deal or No Deal, Sleeper Cell, Las Vegas, Reglas de Compromiso, Attack of the Show!, Curb Your Enthusiasm, Entourage, Stacked, Desire, Wanted, The Tonight Show with Jay Leno, Extra, y Lingerie Bowl. También apareció en las películas Wrestlemaniac, Boys & Girls Guide To Getting Down, Dr. Chopper. La revista Maxim presenta a Milani y a sus compañeras modelos de maletines en Deal or No Deal en su galería de Chicas Maxim.

## Carrera de lucha profesional
Milani fue concursante en 2005 en WWE Diva Search, terminando segunda de entre 8,000 concursantes mundiales. Después de esto, apareció en Pro Wrestling Guerrilla After School Special. Después de aparecer en WWE Diva Search, empezó a usar su nombre artístico Leyla Milani.
Más tarde apareció en uno de los anuncios de WWE Raw Fan Nation de la USA Network, el cual es de una serie de comerciales anunciando WWE Raw, incluyendo gente en el ring desde agentes de bolsa hasta Snoop Dogg.
Milani es la antigua copresentadora del espectáculo de lucha femenina de Jimmy Hart, Wrestlicious TakeDown en el que debutó el 1 de marzo de 2010. Fue reemplazada por Brooke Lynn el 31 de marzo de 2010, por conflictos de horarios.

## "Deal or No Deal" (2006–2009)
Milani fue modelo en el espectáculo de prime-time de la NBC Deal or No Deal desde 2006 a 2009. Era conocida por su nombre de "leona". Tenía el maletín #13 desde el principio del programa. Aunque 13 es normalmente considerado el número de peor suerte, a ella se le llamó a menudo en el programa "Lucky Leyla" o "Lucky 13" ("Afortunada Leyla" o "Afortunada 13"), ya que muchas veces su maletín contenía cifras de 6 dígitos y en ocho ocasiones el premio más alto de $1,000,000. No obstante, NBC una iniciado el programa señaló que por contener todas las grandes cantidades y no ser escogido al principio, el maletín #13 era muy desafortunado durante la mayoría de la primera temporada. En al menos una ocasión durante la segunda temporada, el maletín #13 contuvo una cifra de siete dígitos.
Milani y sus compañeros modelos de Deal or No Deal ganaron el Game Show Network Award por "Favorite TV Models." El 6 de junio de 2009, Milani y otras 4 modelos aceptaron este premio en GSN. Deal or No Deal también ganó un The People's Choice Award dos años seguidos por Favorite Game Show.
Ella era una de las modelos escogidas para aparecer en el The Oprah Winfrey Show. Oprah escogió el maletín de Leyla (número 8 en este programa). Oprah luego coreó el nombre de Leyla ya que el nombre de su perra también es Leyla.
Milani apareció en el programa de Style Network, Split Ends, y en un famoso episodio del programa de juegos de la GSN Catch 21, junto a sus compañeras modelos de DOND Patricia Kara y Marisa Petroro. Anunció en este programa el lanzamiento de su propia línea de extensiones para el pelo, Milani Hair, que saldrá a principios de 2010.

## Otras apariciones
Milani ha hecho múltiples apariciones en el programa de sátira de Fox News The Half Hour News Hour, y Redeye como una famosa buscando apoyo caritativo. Presentó en FOX Sport Net el torneo Celebrity Golf así como el programa de automovilismo de Fuel TV, M80. Milani hizo un cameo en la serie de LOGO channel Noah's Arc como una mujer solicitando trabajo. También apareció en True Life: I'm A TV Star, y My Fair Brady de MTV.
Milani apareció en una serie web cómica en línea para Experian Credit junto al cómico Pauly Shore; interpretaba a una futura novia con mal crédito. Otras estrellas que aparecieron en esta serie web fueron Vivica A. Fox, Michael Madsen y Danny Glover.
Estuvo en la película independiente de terror Wrestlemaniac, donde interpretaba a "Dallas", y en la docu-comedia Boys & Girls Guide to Getting Down donde interpreta a "Brittany", la "Luchadora Persa".
Hizo una aparecieron en los programas de la NBC Last Comic Standing y Phenomenon.
También fue árbitro en la Lingerie Bowl de 2006.
Milani es presentada el 6 de diciembre de 2012, en el especial de TLC titulado Secrets of a Trophy Wife.

## Milani Hair
En 2009, Leyla Milani fundó Milani Hair, una compañía de cuidado capilar lujoso especializada en "extensiones clip-in (o clip-on) premium y 100% pelo natural", citando los problemas capilares de la propia Milani como inspiración para la compañía. Fundada en Irvine, California, la compañía es parte de Kosh Milani Enterprises LLC. A partir de 2009, la compañía tenía 5 empleados.
Capitalizando su fama de Deal or No Deal, Milani ha conseguido atraer la atención de celebrities hacia los productos de Milani Hair. La página web de la compañía cuenta con testimonios de Jeannie Mai, Shar Jackson, y Nicole Eggert.